# Who? (piosenka)
„Who?” (lub „Who (stole my heart away)?”) – piosenka z 1925 napisana na potrzeby Broadwayowskiego musicalu Sunny Jeromego Kerna, Otto Harbacha oraz Oscara Hammersteina II. Utwór pojawił się w filmowej wersji Sunny (1930), gdzie zagrała Marilyn Miller oraz Paul Frawley.
W 1926 aranżacja George’a Olsena i jego orkiestry osiągnęła sprzedaż miliona egzemplarzy sprzedanych płyt (utwór przez 6 tygodni utrzymywał się na 1. miejscu amerykańskich list przebojów). Cover w wykonaniu Tommy Dorsey and His Orchestra oraz wokalisty Jacka Leonarda był przebojem w Stanach pod koniec lat 1930. Był on wzorowany na nagraniu „Marie” Dorseya z 1937. Z kolei Judy Garland przedstawiła swoją wersję w MGM’owskim filmie biograficznym Burzliwe życie Kerna (1946), luźno opartym na życiu Jerome’a Kerna.

## Wybrane covery
- Jerome Kern[2]
- The Ipana Troubadors[3]
- Sidney Bechet[4]
- Benny Goodman[5]
- The Tommy Dorsey Orchestra[6]
- Gene Krupa and His Orchestra[7]
- Josephine Baker[8]
- Judy Garland[9]
- Pearl Bailey[10]
- Dinah Shore[11]
- André Previn[12]
- Erroll Garner[13]
- Guy Lombardo[14]
- Sammy Kaye[15]